# Lutgarde Lehalle
Lutgarde Lehalle, geborene Marcelle Lehalle (* im 20. Jahrhundert; † Mai 2002 in Arcis-le-Ponsart, Département Marne) war eine französische Trappistin und Äbtissin zweier Klöster.

## Leben und Werk
Marcelle Lehalle trat 1935 in das Trappistinnenkloster Igny ein und nahm den Ordensnamen Lutgarde (nach Lutgard von Tongern) an. 1951 wurde sie Äbtissin ihres Klosters, das mehr als 90 Schwestern zählte. 1955 ging sie mit einigen Mitschwestern in den Osten von Belgisch Kongo (heute: Demokratische Republik Kongo) und gründete in Sud-Kivu, das heute überwiegend zu Ruanda gehört, die Trappistinnenabtei Clarté-Dieu („Helligkeit Gottes“). Dort war sie von 1956 bis 1974 Äbtissin. 1996 kehrte sie nach Igny zurück, wo sie 2002 starb.